# Canariellanum
Canariellanum là một chi nhện trong họ Linyphiidae.